# Ievdokia Berchanskaïa
Ievdokia Berchanskaïa (russe : Евдокия Бершанская) née Ievdokia Karabout (russe : Евдокия Карабу́т) à Dobrovolnoïe, dans le gouvernement de Stavropol le 6 février 1913, et morte à Moscou le 16 septembre 1982, est une aviatrice soviétique. Commandant le régiment du 588 NBAP pendant la Seconde Guerre mondiale, elle est la seule femme à avoir reçu l'ordre de Souvorov. Sous ses ordres, vingt-trois aviatrices de son régiment sont titrées Héroïnes de l'Union soviétique pour leurs missions de bombardement contre l'Axe.

## Enfance
Ievdokia Berchanskaïa est née le 6 février 1913, à Dobrovolnoïe, alors dans l'Empire russe. Après la mort de ses deux parents durant la Guerre civile russe, elle est élevée par son oncle. En 1931, elle obtient son diplôme de l'école secondaire à Blagodarny et s'inscrit à l'École de pilotes de Bataïsk. Elle en sort diplômée et forme d'autres pilotes jusqu'en 1939, année où elle est nommée commandante du 218e escadron des opérations spéciales d'aviation et où elle devient député du Conseil de la ville de Krasnodar. Avant l'invasion allemande de l'Union soviétique, elle épouse Petr Berchanski avec qui elle a un fils, mais leur mariage ne dure pas. Elle continue d'utiliser le nom de famille Berchanskaïa jusqu'à son deuxième mariage avec Konstantin Botcharov à la fin de la guerre.

## Seconde Guerre mondiale

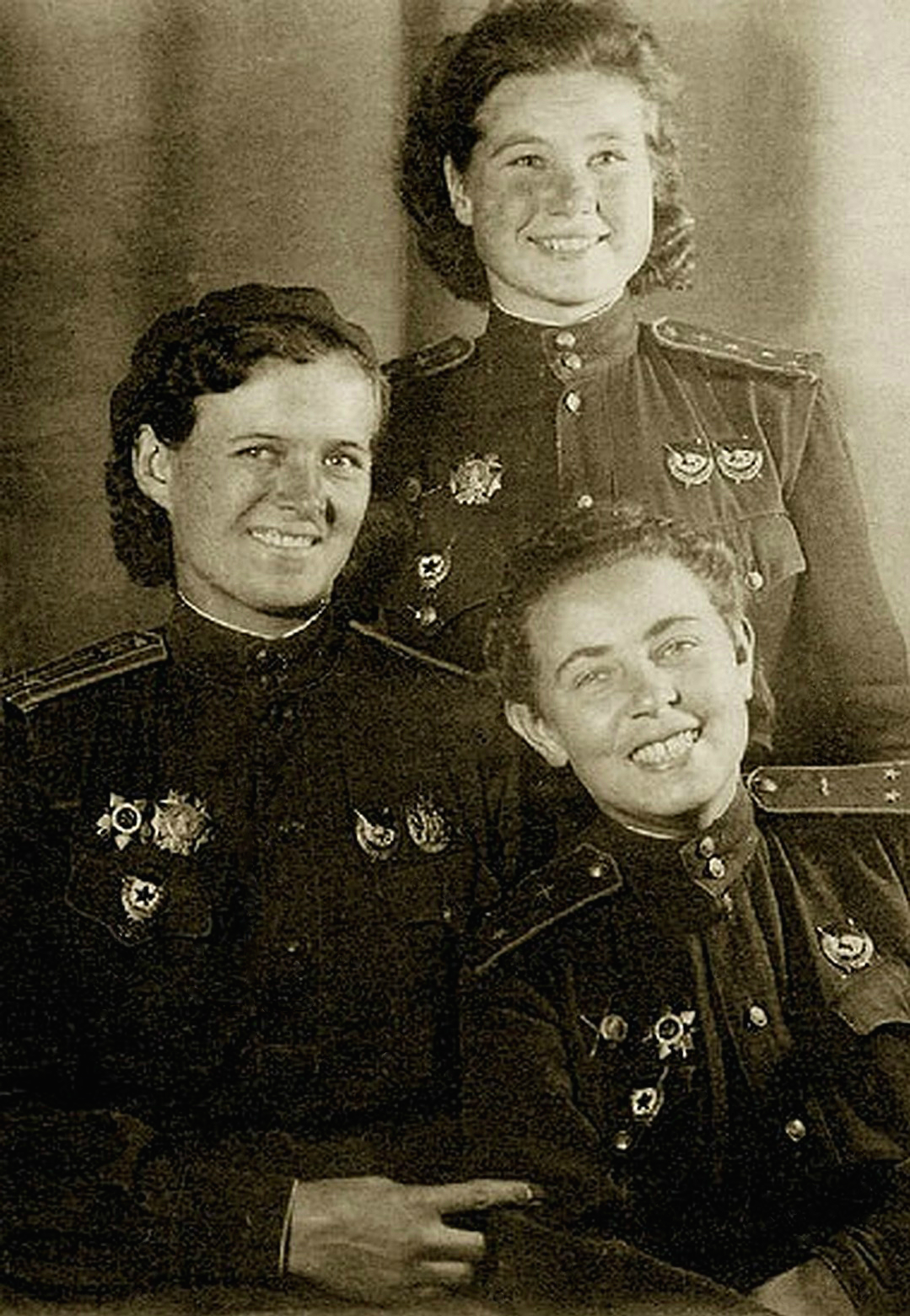
Ievdokia Berchanskaïa (à gauche) avec Maria Smirnova (en haut) et Polina Gelman (en bas) dans le 46e régiment d'aviation de bombardement de nuit de la Garde « Taman » (1944).

En 1941, Marina Raskova obtient l’approbation de Staline pour créer trois régiments d'aviation entièrement féminins : le 588 NBAP, le 587 BAP et le 88e régiment de bombardiers de nuit. En tant que pilote avec dix ans d'expérience, Berchanskaïa est choisie pour diriger le 588 NBAP, qui vole sur des biplans Polikarpov Po-2. En 1943, le régiment reçoit le grade de Gardes et est réorganisé sous le nom de 46e Régiment d'Aviation de bombardiers de la Garde de Nuit. Les femmes pilotes sont si féroces et précises que les soldats allemands les surnomment « les sorcières de la nuit ». Elles sont appelées ainsi, car elles avaient l'habitude de couper le moteur de leur avion durant leurs missions, ce qui leur permettait d'approcher discrètement leur cible pour larguer leurs bombes. Jusqu'à sa dissolution en octobre 1945, le régiment est resté totalement féminin. Collectivement, elles ont fait plus de 23 000 sorties et largué de plus de 3 000 tonnes de bombes sur les forces ennemies.
Vingt-trois membres du régiment reçurent le titre d'Héroïnes de l'Union soviétique. Par la suite, deux d'entre elles sont déclarées Héroïnes de la fédération de Russie, et une reçoit le titre d'Héroïne de la république du Kazakhstan.

## Après-guerre
Après la guerre, Berchanskaïa épouse un homme du nom de Konstantin Botcharov, le commandant du 889e régiment d'aviation de bombardiers de nuit, qui a travaillé en étroite collaboration avec le 588 NBAP pendant la guerre, où ils se sont rencontrés. Le mariage est célébré en présence de nombreuses membres de son régiment. Ensemble, ils ont trois filles. En 1975, elle devient citoyenne d'honneur de la ville de Krasnodar. Elle vit à Moscou, où elle succombe à une attaque cardiaque en 1982, et est enterrée au Cimetière de Novodievitchi.

## Distinctions
- Ordre de Souvorov 3e classe,
- Ordre du Drapeau rouge (2 fois),
- Ordre d'Alexandre Nevski,
- Ordre de la Guerre patriotique 2e classe,
- Ordre de l'Insigne d'honneur
- Jubilee Medal "In Commemoration of the 100th Anniversary of the Birth of Vladimir Ilyich Lenin" (en)
- Médaille pour la défense du Caucase
- Médaille pour la victoire sur l'Allemagne dans la Grande Guerre patriotique de 1941-1945
- Médaille du Jubilé « Vingt ans de la victoire dans la Grande Guerre patriotique 1941-1945 »
- Médaille du 30e anniversaire de la Victoire sur l'Allemagne
- Médaille pour la Libération de Varsovie
- Médaille du jubilé « 50 ans des Forces armées de l’URSS »
- Médaille du jubilé « 60 ans des Forces armées de l’URSS »
- Medal "In Commemoration of the 800th Anniversary of Moscow" (en)

## Hommages
- En 1988, un monument en son honneur est érigé dans l'aéroport de Kranosdar[10].
- En 2005, la compagnie Kuban a nommé un de ses avions Bershanskaya[11].
- En 2017, un monument en son honneur est érigé à Stavropol près de l'ancienne école technique pédagogique où elle a fait ses études[12].